# روزفلت بوي
روزفلت بوي (بالإنجليزية: Roosevelt Bouie)‏ مواليد 21 يناير 1958 في كيندال، هو لاعب كرة سلة أمريكي معتزل. تم اختياره من قبل فريق دالاس مافيريكس خلال الدرافت. يبلغ طوله 6 قدم 11 بوصة (2.1 م).

## المسيرة الاحترافية
لعب مع فيكتوريا يبرتاس بيزارو في الدوري الإيطالي من سنة 1980 إلى 1982، ثم لعب مع بالاكانسترو ريجيانا من سنة 1982 إلى 1989، ثم لعب مع بالاكانسترو كانتو في الدوري الإيطالي من سنة 1989 إلى 1991، ثم لعب مع نادي أورينسي لكرة السلة في الدوري الإسباني في موسم 1991–1992.

## روابط خارجية
- روزفلت بوي على موقع سبورتس رفرنس (الإنجليزية)
- روزفلت بوي على موقع الدوري الإسباني لكرة السلة (الإسبانية)
- روزفلت بوي على موقع كلية كرة السلة في سبورتس رفرنس.كوم (الإنجليزية)
- روزفلت بوي على موقع ريلجم (الإنجليزية)
- روزفلت بوي على موقع بروبوليرز (الإنجليزية)
- روزفلت بوي على موقع سبورتس رفرنس (الإنجليزية)